# Sessano Associates
Sessano Associates war ein in Turin ansässiges Designstudio, das von 1968 bis 1983 bestand. Sessano gestaltete Automobilkarosserien. In erster Linie entstanden Konzeptfahrzeuge für unterschiedliche Auftraggeber. Nur einer von Sessanos Entwürfen wurde zu einem Serienfahrzeug weiterentwickelt.

## Unternehmensgeschichte
Gründer von Sessano Associates war der italienische Industriedesigner Aldo Sessano (* 9. Oktober 1931 in Turin). Sessano hatte eine Architekturausbildung am Politecnico di Torino absolviert und war nach einer kurzen Phase bei Abarth von 1949 bis 1968 in Fiats Centro Stile tätig gewesen, ab 1956 als dessen Leiter. 1968 machte er sich selbständig und gründete in Turin das Designstudio Sessano Associates. Das Unternehmen entwarf in zehn Jahren etwa ein halbes Dutzend Konzeptfahrzeuge. Der Schwerpunkt der Arbeit lag in der Entwicklung des Designs. Sessano stellte zwar Modelle seiner Entwürfe im Maßstab 1 : 1 her, baute aber keine fahrbereiten Prototypen, denn das Studio unterhielt keine eigene Werkstatt. Dadurch konnten Sessanos Ideen nicht schnell in ein funktionierendes Projekt umgesetzt werden. Darin wird ein wesentlicher Grund dafür gesehen, dass fast keiner von Sessanos Entwürfen zu einem Serienmodell weiterentwickelt wurde.
1977 gründete Aldo Sessano im Turiner Vorort Beinasco (nach anderen Quellen in der Nachbargemeinde Orbassano) das Designstudio Open Design. Sessano Associates bestand formal noch bis 1983 fort. Für die Zeit von 1977 bis 1983 sind allerdings keine Entwürfe unter diesem Namen mehr dokumentiert.

## Entwürfe von Sessano Associates

### Die Glasurit-Prototypen
Drei der ersten von Sessano Associates gestalteten Konzeptautos aus den Jahren 1969, 1970 und 1971 finanzierte die italienische Tochter des Lackherstellers Glasurit, der damit für seine Produkte werben wollte. Glasurit stellte die in auffallenden Farben lackierten Autos jeweils auf seinem Stand auf dem Turiner Autosalon aus.

#### Mongho 650
Das erste Konzeptauto war der Mongho 650 (alternativ: Fissore Mongho), ein sportlicher Kleinstwagen auf der Basis des Fiat 500. Sein 650 cm³ großer Zweizylindermotor ist eine von Nardi überarbeitete Fiat-Konstruktion. Das drei Meter lange Auto hat eine für damalige Verhältnisse stark geneigte A-Säule, eine fast im gleichen Winkel ansteigende Unterkante des hinteren Seitenfensters und eine breite C-Säule. Die Wagenflanken sind von einem waagerechten Falz geprägt, der am oberen Ende der Radausschnitte verläuft.
Der Prototyp des Mongho 650 wurde bei Fissore in Savigliano aufgebaut. Das orange lackierte Auto erschien erstmals beim Turiner Autosalon 1969. Mongho existierte zu Beginn des 21. Jahrhunderts noch. 2007 wurde er fahrbereit in Turin gezeigt.

#### NSU Nergal
Das zweite Ausstellungsstück, das Sessano für Glasurit gestaltete, war der NSU Nergal, der technisch auf der sportlichen Stufenhecklimousine NSU TT 1200 basierte. Sessano entwarf ein 2+2-sitziges Fließheckcoupé mit einer breiten C-Säule, die die Form eines ungleichmäßigen Rechtecks hatte. Wie schon der Mongho 650 hat auch der Nergal einen ausgeprägten Falz an den Wagenflanken. Beim Nergal verlief er bei den vorderen Kotflügeln und zwischen den Radkästen waagerecht, um hinter den Hinterrädern bis zum Heckabschluss anzusteigen. Dort befanden sich auch senkrechte Entlüftungsschlitze. Beide Designelemente waren von dem von Marcello Gandini gestalteten Iso Lele übernommen. Die Frontpartie des Nergal war keilförmig. In ihr waren Klappscheinwerfer vom Porsche 914 eingebaut. Die vorderen Stoßstangen waren im Vergleich zu zeitgenössischen Fahrzeugen hoch angesetzt. Die Antriebstechnik und das Fahrwerk des NSU blieben unverändert.
Der Prototyp des Nergal wurde bei Eurostyle aufgebaut. Er sollte auf dem Turiner Autosalon 1970 ausgestellt werden; allerdings führten Streiks bei Eurostyle zu Verzögerungen, sodass der Prototyp nicht rechtzeitig fertig wurde. Sessano zeigte in Turin lediglich ein Modell des Entwurfs. Den Nergal entwickelte Sessano in den folgenden Jahren zum Seat 1200 Sport Coupé weiter.

#### Lancia Dunja
Der dritte Glasurit-Prototyp war der Lancia Fulvia Dunja. Er basierte auf dem Lancia Fulvia 1600 HF Coupé und war damit der einzige Wagen aus der Glasurit-Reihe mit Frontmotor. Die Antriebstechnik des Serienmodells blieb unverändert. Die Frontpartie des Dunja ist keilförmig. Für den vorn längs eingebauten Motor war eine Hutze nötig. Die Wagenflanken haben wiederum einen stark ausgeprägten Falz, und das hintere Seitenfenster des Dunja ähnelt dem des Mongho 650. Der Dunja hat ein Kastenheck mit einer in die Wagenflanken hineinragenden Metallklappe. Das Dach verläuft mit schwacher Neigung und mündet in einem senkrechten kombiartigen Heckabschluss. Der Prototyp des Dunja wurde bei Coggiola aufgebaut. Das hellblau lackierte Auto erschien erstmals auf dem Turiner Autosalon 1971.

### Weitere Prototypen

#### OTAS KL 112
Für den kleinen Turiner Automobilhersteller OTAS gestaltete Sessano 1970 ein Steilheckcoupé mit der Technik des Autobianchi A112, das die Linien des kurz zuvor erschienenen AMC Gremlin aufgriff. Mit ihm übertrug Sessano das Designkonzept des Mongho 650 auf größere Dimensionen. Der KL 112 genannte Wagen zeigt eine einteilige Frontmaske, die farblich vom Rest der Karosserie abgesetzt ist. Beim KL 112 ist sie in hellem Grau lackiert. Dieses Merkmal wiederholte Sessano einige Jahre später beim Seat 1200 Sport Coupé, dort allerdings mit schwarzer Lackierung. Der Prototyp des KL 112 wurde – wie schon der Mongho 650 – bei Fissore hergestellt. Eine Serienfertigung war geplant, kam letztlich aber nicht zustande, weil OTAS wegen Zahlungsunfähigkeit 1971 den Betrieb einstellen musste.

#### Matra Coupé
In den frühen 1970er-Jahren suchte der französische Sportwagenhersteller Matra nach einem Entwurf für einen Nachfolger für das Mittelmotorcoupé 530. Bevor Matra die Weichen in Richtung Bagheera stellte, konsultierte das Unternehmen mehrere Designstudios, darunter auch Sessano Associates. Sessano entwarf einen keilförmigen Sportwagen im One-Box-Design, der im Profil an Giorgio Giugiaros Bizzarrini Manta erinnerte. Eine Zeichnung deutet an, dass Sessano Scherentüren vorgesehen hatte. Als Sessano-typisches Element zeigt auch dieser Entwurf eine farblich abgesetzte Wagenfront; das hintere Seitenfenster greift die Form des OTAS KL 112 auf. Von diesem Entwurf sind nur Zeichnungen belegt; ein Prototyp entstand nicht.

#### Seat 1200 Sport Coupé

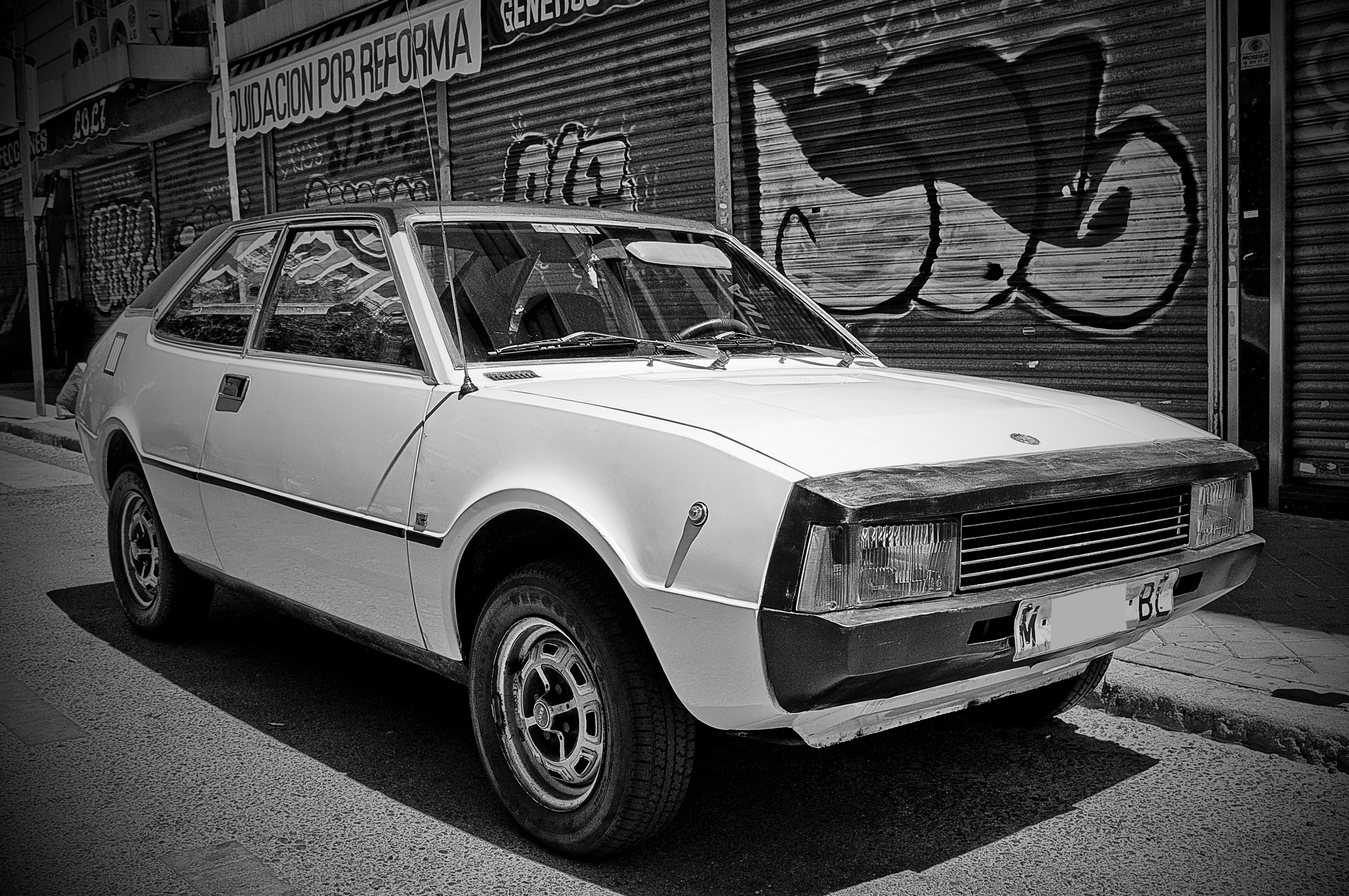
Seat 1200 Sport Bocanegra

Eine Weiterentwicklung des NSU Nergal ging ab 1975 als Seat 1200 Sport Coupé in die Serienfertigung.
Initiator des Projekts war Antonio Amat, Leiter des 1969 gegründeten, in Terrassa ansässigen Karosseriebauunternehmens Industrial de Carrocerías (Inducar), das speziell für den spanischen Markt entwickelte Sondermodelle der aktuellen Seat-Palette baute. Amat sah in dem Nergal das Potential für einen lokal gefertigten Sportwagen, der das Seat-Programm ergänzen und zugleich die eigenen Produktionskapazitäten weiter auslasten konnte. Mit Unterstützung von Seat entwickelten Sessano und Inducar ab 1971 das Nergal-Konzept so weiter, dass das Coupé die technische Basis des Seat 127 nutzen konnte. Dafür musste in erster Linie die Frontpartie neu gestaltet werden, denn der NSU TT, der die technische Basis des Nergal war, hatte einen Heckmotor, während der Seat 127 als Frontmotorauto mit Frontantrieb ausgelegt war. Deshalb erhielt das Coupé eine annähernd waagerecht verlaufende Frontpartie. Ein typisches Sessano-Merkmal war eine farblich abgesetzte Frontmaske. Sessano hatte sie unter anderem bereits beim OTAS KL 112 gezeigt. Beim neuen Coupé war die Frontmaske schwarz lackiert. Daraus leitete sich die inoffizielle Bezeichnung Bocanegra (schwarzer Mund) ab, die später für das Serienmodell Verbreitung fand. Im Übrigen blieb das Profil des Nergal unverändert. Lediglich der seitliche Falz war von der Front- bis zur Heckpartie waagerecht durchgezogen, und die Form der hinteren Entlüftungsschlitze änderte sich.
Die Serienproduktion des Seat 1200 Sport Coupé begann 1975. Zwei Jahre später kam mit gleicher Karosserie das 1430-Sport-Coupé hinzu, das technisch auf dem Fiat 128 basierte. In beiden Fällen produzierte Inducar die Rohkarosserien.

### Sonstige Projekte

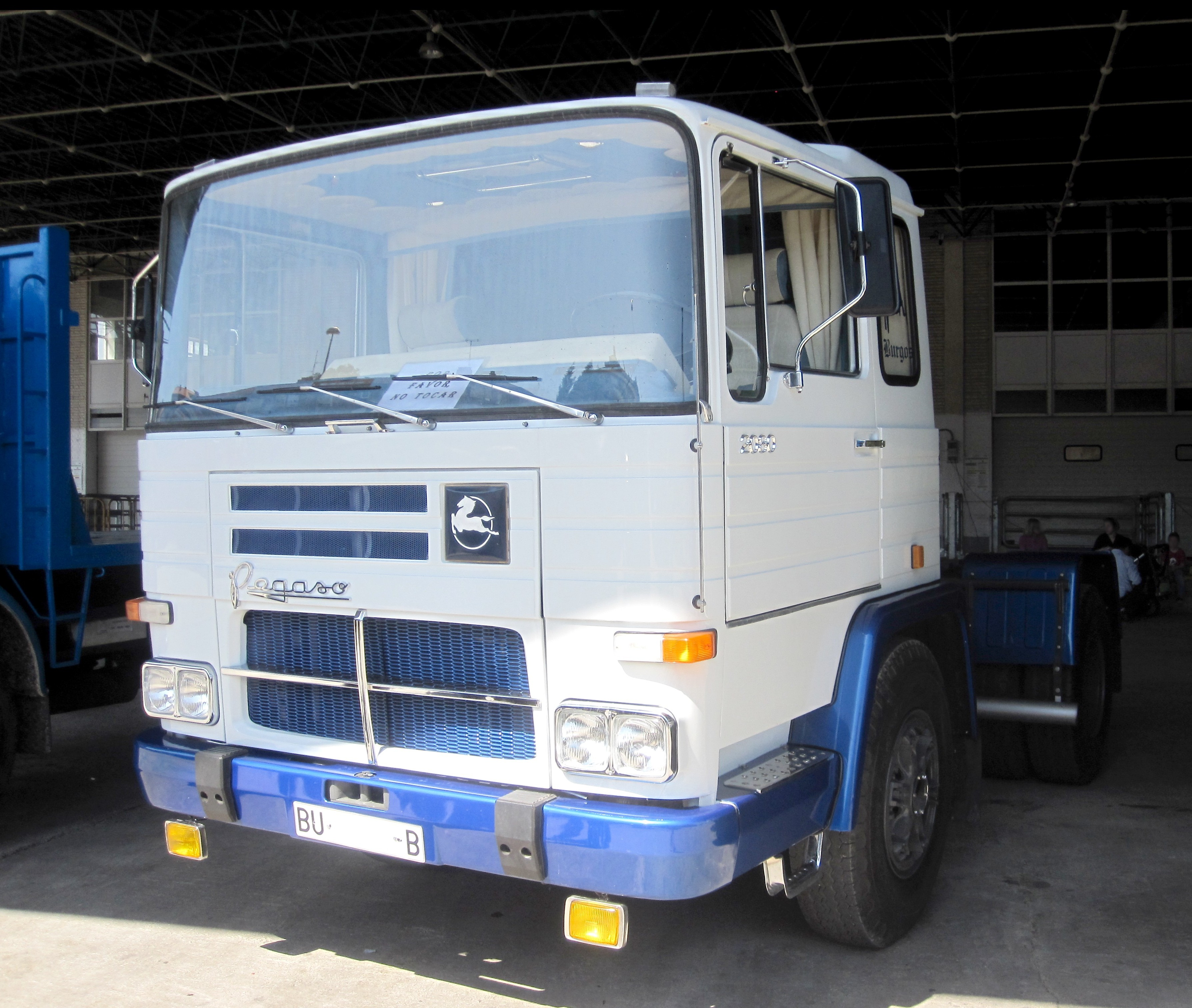
Von Sessano entworfen: rechteckiges Fahrergehäuse für Pegaso-Lkws

In den 1970er-Jahren arbeitete Sessanso als Designberater für spanische Unternehmen. Unter anderem entwarf er für den Nutzfahrzeughersteller Pegaso eine neue Generation von Führerhäusern, die als „quadratische Kabinen“ (Cabinas Cuadradas) bekannt wurden.